# Soupisky mužstev na mistrovství světa ve fotbale 2014 (skupina E)
Toto je soupiska čtyř mužstev skupiny E na Mistrovství světa ve fotbale 2014.

## Ekvádor
- Konečná nominace proběhla 3. června 2014 a bylo v ní nominováno celkem 23 fotbalistů.[1] Záložník Segundo Castillo byl nahrazen Oswaldem Mindou kvůli zranění vazů v pravém koleni.[2]

| Č.        | Jméno                   | Datum narození             | Klub                   | Zápasy (góly) | Na MS    | Na MS    | Na MS    | Na MS    | Na MS    |          |
| Č.        | Jméno                   | Datum narození             | Klub                   | Zápasy (góly) | Z        | G        | ŽK       | ČK       | min.     |          |
| Brankáři  | Brankáři                | Brankáři                   | Brankáři               | Brankáři      | Brankáři | Brankáři | Brankáři | Brankáři | Brankáři | Brankáři |
| --------- | ----------------------- | -------------------------- | ---------------------- | ------------- | -------- | -------- | -------- | -------- | -------- | -------- |
| 1         | Máximo Banguera         | 16. prosince 1985 (28 let) | Barcelona SC           | 25 (0)        | 0        | 0        | 0        | 0        | 0        |          |
| 12        | Adrián Bone             | 8. září 1988 (25 let)      | CD El Nacional         | 3 (0)         | 0        | 0        | 0        | 0        | 0        |          |
| 22        | Alexander Domínguez     | 5. června 1987 (27 let)    | LDU Quito              | 1 (0)         | 3        | 0        | 0        | 0        | 270      |          |
| Obránci   |                         |                            |                        |               |          |          |          |          |          |          |
| 2         | Jorge Guagua            | 28. září 1981 (32 let)     | CS Emelec              | 59 (2)        | 3        | 0        | 0        | 0        | 270      |          |
| 3         | Frickson Erazo          | 5. května 1988 (26 let)    | CR Flamengo            | 37 (1)        | 3        | 0        | 1        | 0        | 270      |          |
| 4         | Juan Carlos Paredes     | 8. července 1987 (26 let)  | Barcelona SC           | 38 (0)        | 3        | 0        | 1        | 0        | 270      |          |
| 10        | Walter Ayoví            | 11. srpna 1979 (34 let)    | CF Pachuca             | 90 (8)        | 3        | 0        | 0        | 0        | 270      |          |
| 18        | Óscar Bagüí             | 10. prosince 1982 (31 let) | CS Emelec              | 21 (0)        | 0        | 0        | 0        | 0        | 0        |          |
| 21        | Gabriel Achilier        | 24. března 1985 (29 let)   | CS Emelec              | 23 (0)        | 2        | 0        | 0        | 0        | 9        |          |
| Záložníci |                         |                            |                        |               |          |          |          |          |          |          |
| 5         | Renato Ibarra           | 20. ledna 1991 (23 let)    | Vitesse Arnhem         | 18 (0)        | 1        | 0        | 0        | 0        | 27       |          |
| 6         | Christian Noboa         | 9. dubna 1985 (29 let)     | FK Dynamo Moskva       | 42 (2)        | 3        | 0        | 0        | 0        | 269      |          |
| 7         | Jefferson Montero       | 1. září 1989 (24 let)      | Monarcas Morelia       | 40 (8)        | 3        | 0        | 0        | 0        | 230      |          |
| 8         | Édison Méndez           | 15. března 1979 (35 let)   | Independiente Santa Fe | 110 (18)      | 1        | 0        | 0        | 0        | 8        |          |
| 9         | Joao Rojas              | 14. června 1989 (24 let)   | Cruz Azul              | 30 (2)        | 1        | 0        | 0        | 0        | 13       |          |
| 14        | Oswaldo Minda           | 26. července 1983 (30 let) | CD Chivas USA          | 18 (0)        | 2        | 0        | 0        | 0        | 173      |          |
| 15        | Michael Arroyo          | 23. dubna 1987 (27 let)    | Atlante FC             | 21 (3)        | 2        | 0        | 0        | 0        | 102      |          |
| 16        | Luis Antonio Valencia – | 4. srpna 1985 (28 let)     | Manchester United FC   | 71 (8)        | 3        | 0        | 1        | 1        | 230      |          |
| 19        | Luis Saritama           | 20. října 1983 (30 let)    | Barcelona SC           | 49 (0)        | 0        | 0        | 0        | 0        | 0        |          |
| 20        | Fidel Martínez          | 15. února 1990 (24 let)    | Club Tijuana           | 8 (2)         | 0        | 0        | 0        | 0        | 0        |          |
| 23        | Carlos Gruezo           | 19. dubna 1995 (19 let)    | VfB Stuttgart          | 3 (0)         | 2        | 0        | 0        | 0        | 97       |          |
| Útočníci  |                         |                            |                        |               |          |          |          |          |          |          |
| 11        | Felipe Caicedo          | 5. září 1988 (25 let)      | Al Jazira Club         | 50 (15)       | 3        | 0        | 0        | 0        | 154      |          |
| 13        | Enner Valencia          | 11. dubna 1989 (25 let)    | CF Pachuca             | 10 (4)        | 3        | 3        | 1        | 0        | 270      |          |
| 17        | Jaime Ayoví             | 21. února 1988 (26 let)    | Club Tijuana           | 30 (9)        | 0        | 0        | 0        | 0        | 0        |          |
| Trenér    |                         |                            |                        |               |          |          |          |          |          |          |
|           | Reinaldo Rueda          | 16. dubna 1957 (67 let)    |                        | 47 (19 výher) |          |          |          |          |          |          |

## Francie
- Konečná nominace proběhla 13. května 2014 a bylo v ní nominováno celkem 23 fotbalistů.[3] Zranění zad nepustilo na šampionát Francka Ribéryho z Bayernu Mnichov, kterého v sestavě nahradil Rémy Cabella z Montpellieru.[4] Záložníka Olympique Lyonu Clémenta Greniera zase na turnaj nepustilo zranění třísla, v nominace byl nahrazen Morganem Schneiderlinem z anglického Southamptonu.[4] Zranění také postihlo brankáře Steva Mandandu, kterému v ligovém utkání praskl obratel, nahradil jej brankář Saint-Étiennu Stéphane Ruffier.[5]

| Č.        | Jméno               | Datum narození             | Klub                   | Zápasy (góly) | Na MS    | Na MS    | Na MS    | Na MS    | Na MS    |          |
| Č.        | Jméno               | Datum narození             | Klub                   | Zápasy (góly) | Z        | G        | ŽK       | ČK       | min.     |          |
| Brankáři  | Brankáři            | Brankáři                   | Brankáři               | Brankáři      | Brankáři | Brankáři | Brankáři | Brankáři | Brankáři | Brankáři |
| --------- | ------------------- | -------------------------- | ---------------------- | ------------- | -------- | -------- | -------- | -------- | -------- | -------- |
| 1         | Hugo Lloris –       | 26. prosince 1986 (27 let) | Tottenham Hotspur FC   | 57 (0)        | 5        | 0        | 0        | 0        | 450      |          |
| 16        | Stéphane Ruffier    | 27. září 1986 (27 let)     | AS Saint-Étienne       | 2 (0)         | 0        | 0        | 0        | 0        | 0        |          |
| 23        | Mickaël Landreau    | 14. května 1979 (35 let)   | SC Bastia              | 11 (0)        | 0        | 0        | 0        | 0        | 0        |          |
| Obránci   |                     |                            |                        |               |          |          |          |          |          |          |
| 2         | Mathieu Debuchy     | 28. července 1985 (28 let) | Newcastle United FC    | 21 (2)        | 4        | 0        | 0        | 0        | 360      |          |
| 3         | Patrice Evra        | 15. května 1981 (33 let)   | Manchester United FC   | 58 (0)        | 4        | 0        | 1        | 0        | 360      |          |
| 4         | Raphaël Varane      | 25. dubna 1993 (21 let)    | Real Madrid            | 6 (0)         | 5        | 0        | 0        | 0        | 388      |          |
| 5         | Mamadou Sakho       | 13. února 1990 (24 let)    | Liverpool FC           | 19 (2)        | 4        | 0        | 0        | 0        | 289      |          |
| 13        | Eliaquim Mangala    | 13. února 1991 (23 let)    | FC Porto               | 3 (0)         | 0        | 0        | 0        | 0        | 0        |          |
| 15        | Bacary Sagna        | 14. února 1983 (31 let)    | Manchester City FC     | 41 (0)        | 1        | 0        | 0        | 0        | 90       |          |
| 17        | Lucas Digne         | 20. července 1993 (20 let) | Paris Saint-Germain FC | 2 (0)         | 1        | 0        | 0        | 0        | 90       |          |
| 21        | Laurent Koscielny   | 10. září 1985 (28 let)     | Arsenal FC             | 17 (0)        | 4        | 0        | 0        | 0        | 223      |          |
| Záložníci |                     |                            |                        |               |          |          |          |          |          |          |
| 6         | Yohan Cabaye        | 14. ledna 1986 (28 let)    | Paris Saint-Germain FC | 30 (3)        | 4        | 0        | 2        | 0        | 318      |          |
| 8         | Mathieu Valbuena    | 28. září 1984 (29 let)     | Olympique Marseille    | 34 (5)        | 4        | 1        | 0        | 0        | 335      |          |
| 11        | Antoine Griezmann   | 21. března 1991 (23 let)   | Real Sociedad          | 4 (3)         | 5        | 0        | 0        | 0        | 295      |          |
| 12        | Rio Mavuba          | 8. března 1984 (30 let)    | Lille OSC              | 12 (0)        | 1        | 0        | 0        | 0        | 25       |          |
| 14        | Blaise Matuidi      | 9. dubna 1987 (27 let)     | Paris Saint-Germain FC | 23 (3)        | 4        | 1        | 1        | 0        | 337      |          |
| 18        | Moussa Sissoko      | 16. srpna 1989 (24 let)    | Newcastle United FC    | 17 (0)        | 4        | 1        | 0        | 0        | 214      |          |
| 19        | Paul Pogba          | 15. března 1993 (21 let)   | Juventus FC            | 11 (2)        | 5        | 1        | 1        | 0        | 354      |          |
| 22        | Morgan Schneiderlin | 8. listopadu 1989 (24 let) | Southampton FC         | 1 (0)         | 1        | 0        | 0        | 0        | 90       |          |
| Útočníci  |                     |                            |                        |               |          |          |          |          |          |          |
| 7         | Rémy Cabella        | 8. března 1990 (24 let)    | Montpellier HSC        | 1 (0)         | 0        | 0        | 0        | 0        | 0        |          |
| 9         | Olivier Giroud      | 30. září 1986 (27 let)     | Arsenal FC             | 30 (8)        | 5        | 1        | 0        | 0        | 165      |          |
| 10        | Karim Benzema       | 19. prosince 1987 (26 let) | Real Madrid            | 66 (21)       | 5        | 3        | 0        | 0        | 450      |          |
| 20        | Loïc Rémy           | 2. ledna 1987 (27 let)     | Newcastle United FC    | 23 (5)        | 1        | 0        | 0        | 0        | 11       |          |
| Trenér    |                     |                            |                        |               |          |          |          |          |          |          |
|           | Didier Deschamps    | 15. října 1968 (56 let)    |                        | 23 (12 výher) |          |          |          |          |          |          |

## Honduras
- Konečná nominace proběhla 6. května 2014 a bylo v ní nominováno celkem 23 fotbalistů.[6]

| Č.        | Jméno                | Datum narození              | Klub                   | Zápasy (góly) | Na MS    | Na MS    | Na MS    | Na MS    | Na MS    |          |
| Č.        | Jméno                | Datum narození              | Klub                   | Zápasy (góly) | Z        | G        | ŽK       | ČK       | min.     |          |
| Brankáři  | Brankáři             | Brankáři                    | Brankáři               | Brankáři      | Brankáři | Brankáři | Brankáři | Brankáři | Brankáři | Brankáři |
| --------- | -------------------- | --------------------------- | ---------------------- | ------------- | -------- | -------- | -------- | -------- | -------- | -------- |
| 1         | Luis López           | 13. září 1993 (20 let)      | Real CD Espaňa         | 0 (0)         | 0        | 0        | 0        | 0        | 0        |          |
| 18        | Noel Valladares –    | 3. května 1977 (37 let)     | CD Olimpia             | 122 (0)       | 3        | 0        | 0        | 0        | 270      |          |
| 22        | Donis Escober        | 3. února 1980 (34 let)      | CD Olimpia             | 26 (0)        | 0        | 0        | 0        | 0        | 0        |          |
| Obránci   |                      |                             |                        |               |          |          |          |          |          |          |
| 2         | Osman Chávez         | 29. července 1984 (29 let)  | Čching-tao Čung-neng   | 54 (0)        | 1        | 0        | 0        | 0        | 44       |          |
| 3         | Maynor Figueroa      | 2. května 1983 (31 let)     | Hull City AFC          | 105 (3)       | 3        | 0        | 0        | 0        | 270      |          |
| 4         | Juan Pablo Montes    | 26. října 1985 (28 let)     | CD Motagua             | 11 (1)        | 0        | 0        | 0        | 0        | 0        |          |
| 5         | Víctor Bernárdez     | 24. května 1982 (32 let)    | San Jose Earthquakes   | 9 (0)         | 3        | 0        | 1        | 0        | 226      |          |
| 6         | Juan Carlos García   | 8. března 1988 (26 let)     | Wigan Athletic FC      | 34 (1)        | 2        | 0        | 0        | 0        | 135      |          |
| 7         | Emilio Izaguirre     | 10. května 1986 (28 let)    | Celtic Glasgow         | 68 (1)        | 2        | 0        | 0        | 0        | 135      |          |
| 23        | Brayan Beckeles      | 28. listopadu 1985 (28 let) | CD Olimpia             | 23 (1)        | 3        | 0        | 0        | 0        | 270      |          |
| Záložníci |                      |                             |                        |               |          |          |          |          |          |          |
| 8         | Wilson Palacios      | 29. července 1984 (29 let)  | Stoke City FC          | 95 (6)        | 2        | 0        | 2        | 1        | 133      |          |
| 10        | Mario Martínez       | 30. července 1989 (24 let)  | Real CD Espaňa         | 37 (3)        | 1        | 0        | 0        | 0        | 19       |          |
| 12        | Edder Delgado        | 20. listopadu 1986 (27 let) | Real CD Espaňa         | 26 (0)        | 0        | 0        | 0        | 0        | 0        |          |
| 14        | Óscar Boniek García  | 4. září 1984 (29 let)       | Houston Dynamo FC      | 92 (2)        | 3        | 0        | 1        | 0        | 203      |          |
| 15        | Roger Espinoza       | 25. října 1986 (27 let)     | Wigan Athletic FC      | 42 (4)        | 3        | 0        | 0        | 0        | 225      |          |
| 17        | Marvin Chávez        | 3. listopadu 1983 (30 let)  | CD Chivas USA          | 42 (4)        | 2        | 0        | 0        | 0        | 53       |          |
| 19        | Luis Garrido         | 5. listopadu 1990 (23 let)  | CD Olimpia             | 20 (0)        | 2        | 0        | 1        | 0        | 161      |          |
| 20        | Jorge Claros         | 8. ledna 1986 (28 let)      | CD Motagua             | 49 (3)        | 3        | 0        | 0        | 0        | 212      |          |
| 21        | Andy Najar           | 16. března 1993 (21 let)    | RSC Anderlecht         | 17 (1)        | 2        | 0        | 0        | 0        | 71       |          |
| Útočníci  |                      |                             |                        |               |          |          |          |          |          |          |
| 9         | Jerry Palacios       | 1. listopadu 1981 (32 let)  | LD Alajuelense         | 24 (5)        | 1        | 0        | 1        | 0        | 50       |          |
| 11        | Jerry Bengtson       | 8. dubna 1987 (27 let)      | New England Revolution | 44 (19)       | 3        | 0        | 1        | 0        | 226      |          |
| 13        | Carlos Costly        | 18. července 1982 (31 let)  | Real CD Espaňa         | 70 (31)       | 3        | 1        | 0        | 0        | 220      |          |
| 16        | Rony Martínez        | 16. října 1988 (25 let)     | CD Real Sociedad       | 12 (1)        | 0        | 0        | 0        | 0        | 0        |          |
| Trenér    |                      |                             |                        |               |          |          |          |          |          |          |
|           | Luis Fernando Suárez | 23. prosince 1959 (65 let)  |                        | 49 (18 výher) |          |          |          |          |          |          |

## Švýcarsko
- Konečná nominace proběhla 13. května 2014 a bylo v ní nominováno celkem 23 fotbalistů.[7]

| Č.        | Jméno                | Datum narození              | Klub                     | Zápasy (góly) | Na MS    | Na MS    | Na MS    | Na MS    | Na MS    |          |
| Č.        | Jméno                | Datum narození              | Klub                     | Zápasy (góly) | Z        | G        | ŽK       | ČK       | min.     |          |
| Brankáři  | Brankáři             | Brankáři                    | Brankáři                 | Brankáři      | Brankáři | Brankáři | Brankáři | Brankáři | Brankáři | Brankáři |
| --------- | -------------------- | --------------------------- | ------------------------ | ------------- | -------- | -------- | -------- | -------- | -------- | -------- |
| 1         | Diego Benaglio       | 8. září 1983 (30 let)       | VfL Wolfsburg            | 56 (0)        | 4        | 0        | 0        | 0        | 390      |          |
| 12        | Yann Sommer          | 17. prosince 1988 (25 let)  | FC Basilej               | 6 (0)         | 0        | 0        | 0        | 0        | 0        |          |
| 21        | Roman Bürki          | 14. listopadu 1990 (23 let) | Grasshopper Club Zürich  | 0 (0)         | 0        | 0        | 0        | 0        | 0        |          |
| Obránci   |                      |                             |                          |               |          |          |          |          |          |          |
| 2         | Stephan Lichtsteiner | 16. ledna 1984 (30 let)     | Juventus FC              | 63 (5)        | 4        | 0        | 0        | 0        | 390      |          |
| 3         | Reto Ziegler         | 16. ledna 1986 (28 let)     | US Sassuolo Calcio       | 35 (1)        | 0        | 0        | 0        | 0        | 0        |          |
| 4         | Philippe Senderos    | 14. ledna 1985 (29 let)     | Valencia CF              | 53 (5)        | 1        | 0        | 0        | 0        | 81       |          |
| 5         | Steve von Bergen     | 10. června 1983 (31 let)    | BSC Young Boys           | 41 (0)        | 2        | 0        | 0        | 0        | 99       |          |
| 6         | Michael Lang         | 8. února 1991 (23 let)      | Grasshopper Club Zürich  | 6 (1)         | 1        | 0        | 0        | 0        | 13       |          |
| 13        | Ricardo Rodríguez    | 25. srpna 1992 (21 let)     | VfL Wolfsburg            | 21 (0)        | 4        | 0        | 0        | 0        | 390      |          |
| 20        | Johan Djourou        | 18. ledna 1987 (27 let)     | Hamburger SV             | 44 (1)        | 4        | 0        | 1        | 0        | 390      |          |
| 22        | Fabian Schär         | 20. prosince 1991 (22 let)  | FC Basilej               | 6 (3)         | 2        | 0        | 0        | 0        | 210      |          |
| Záložníci |                      |                             |                          |               |          |          |          |          |          |          |
| 7         | Tranquillo Barnetta  | 22. května 1985 (29 let)    | Eintracht Frankfurt      | 74 (10)       | 0        | 0        | 0        | 0        | 0        |          |
| 8         | Gökhan Inler –       | 2. ledna 1983 (31 let)      | SSC Neapol               | 73 (6)        | 4        | 0        | 0        | 0        | 390      |          |
| 10        | Granit Xhaka         | 27. září 1992 (21 let)      | Borussia Mönchengladbach | 26 (4)        | 4        | 1        | 1        | 0        | 323      |          |
| 11        | Valon Behrami        | 19. dubna 1985 (29 let)     | SSC Neapol               | 48 (2)        | 4        | 0        | 0        | 0        | 345      |          |
| 14        | Valentin Stocker     | 12. dubna 1989 (25 let)     | FC Basilej               | 24 (3)        | 1        | 0        | 0        | 0        | 46       |          |
| 15        | Blerim Džemaili      | 12. dubna 1986 (28 let)     | SSC Neapol               | 34 (1)        | 3        | 1        | 0        | 0        | 55       |          |
| 16        | Gelson Fernandes     | 2. září 1986 (27 let)       | SC Freiburg              | 47 (2)        | 1        | 0        | 1        | 0        | 54       |          |
| 23        | Xherdan Shaqiri      | 10. října 1991 (22 let)     | FC Bayern Mnichov        | 32 (9)        | 4        | 3        | 0        | 0        | 387      |          |
| Útočníci  |                      |                             |                          |               |          |          |          |          |          |          |
| 9         | Haris Seferović      | 22. února 1992 (22 let)     | Real Sociedad            | 11 (1)        | 4        | 1        | 0        | 0        | 140      |          |
| 17        | Mario Gavranović     | 24. listopadu 1989 (24 let) | FC Curych                | 11 (4)        | 0        | 0        | 0        | 0        | 0        |          |
| 18        | Admir Mehmedi        | 16. března 1991 (23 let)    | SC Freiburg              | 21 (1)        | 4        | 1        | 0        | 0        | 337      |          |
| 19        | Josip Drmić          | 8. srpna 1992 (21 let)      | 1. FC Norimberk          | 7 (3)         | 4        | 0        | 0        | 0        | 250      |          |
| Trenér    |                      |                             |                          |               |          |          |          |          |          |          |
|           | Ottmar Hitzfeld      | 12. ledna 1949 (76 let)     |                          | 57 (28 výher) |          |          |          |          |          |          |